# 니시나 기념상

니시나 기념상 (仁科記念賞)은 공익재단법인인 니시나 기념재단에서 매년 수여하는 물리학 분야 학술상이다. 수여 대상은 원자물리학 및 그 응용에 관한 것으로, 독창적이고 우수한 연구 성과를 거둔 개인 또는 그룹에게 수여된다. 일본의 현대 물리학의 아버지로 칭송되는 니시나 요시오의 공적을 기념해 1955년에 창설되었다.

## 수상자 목록
| 연도 | 수상자                            | 업적                                                                             |
| ---- | --------------------------------- | -------------------------------------------------------------------------------- |
| 2022 | 齊藤英治                          | 스핀류 물리학의 개척                                                             |
| 2022 | 小松英一郎                        | 우주 마이크로파 배경을 이용한 표준우주론에 대한 공헌                             |
| 2021 | 有馬孝尚 木村剛                   | 스핀을 유기하는 멀티페로익스의 발견과 개척                                       |
| 2021 | 瀧田正人                          | 서브PeV감마선 천문학의 창시와 은하우주선의 기원 해석                             |
| 2021 | 宮崎聡                            | 스바루 망원경 광시야 카메라의 개발에 의한 관측우주론의 전개                      |
| 2020 | 仲沢和馬                          | 원자핵 건판을 이용한 더블 스트레인지니스 원자핵 연구                             |
| 2020 | 鹿野田一司                        | 유기전도체에 있어서의 강상관 양자액체의 연구                                     |
| 2019 | 岩佐義宏                          | 전계유기 2차원 초전도의 발견                                                     |
| 2019 | 吉田滋 石原安野                   | 초고에너지 우주 뉴트리노의 발견                                                  |
| 2018 | 柴田大                            | 수치상대론에 의한 연성 중성자성합체의 발견                                       |
| 2018 | 田中耕一郎                        | 고체에 있어서의 테라헤르츠 극단비선형광학의 개척                                 |
| 2017 | 武居弘樹                          | 대규모 코히어런트이징머신의 실현                                                 |
| 2017 | 安達千波矢                        | 열 활성화 지연 형광 현상을 이용한 고효율 유기 EL 실현                            |
| 2017 | 甲元真人                          | 토폴로지컬 양자물성 물리학의 창시                                                |
| 2016 | 高柳匡                            | 홀로그래피 원리를 이용한 얽힘 엔트로피 공식의 발견과 전개                        |
| 2015 | 笠真生 古崎昭                     | 위상절연체・초전도체의 분류 이론                                                 |
| 2015 | 本林透 櫻井博儀                   | 중성자 과승핵에 있어서의 마법수의 이상성의 발견                                  |
| 2014 | 松田祐司                          | 무거운 페르미온의 2차원 폐쇄에 의한 새로운 전자 상태의 창출                      |
| 2014 | 小林隆 中家剛                     | 뮤온 중성미자 빔으로부터 전자 중성미자 출현 현상의 발견                          |
| 2013 | 香取秀俊                          | 광 격자시계의 발명                                                               |
| 2013 | 高橋義朗                          | 이터븀 초저온 양자계의 창출                                                      |
| 2013 | 近藤敬比古 小林富雄 浅井祥仁      | 힉스 보손 발견에 대한 공헌                                                       |
| 2012 | 井上邦雄                          | 지구내부 기원의 반중성미자의 검출                                                |
| 2012 | 細野秀雄                          | 철계 초전도 현상의 발견                                                          |
| 2012 | 初田哲男 青木慎也 石井理修        | 격자 양자 색역학에 기초한 핵력의 도출                                            |
| 2011 | 秋葉康之                          | 충돌형 중이온 반응에 관한 제연구, 특히 경입자대생성(対生成)에 의한 고온상의 검증 |
| 2011 | 藤澤彰英 居田克巳                 | 고온 플라스마에 있어서의 자발전자장의 실험적 검증                                |
| 2010 | 金子邦彦                          | 대자유도 혼돈 이론                                                               |
| 2010 | 前野悦輝                          | 스핀 3중항 초전도 현상루테늄산화물의 발견                                        |
| 2009 | 大栗博司                          | 토폴로지컬 끈 이론의 연구                                                        |
| 2009 | 田村裕和                          | 하이퍼 핵 감마선 스펙트로스코피의 연구                                           |
| 2008 | 家正則                            | 스바루 망원경에 의한 초기 우주의 탐사                                            |
| 2008 | 上田正仁                          | 인력 상호작용하는 원자기체의 보스-아인슈타인 응축의 이론적 연구                  |
| 2008 | 早野龍五                          | 반양성자헬륨 원자의 연구                                                         |
| 2007 | 細谷裕                            | 하세가와 기구(細谷機構)의 발견                                                   |
| 2006 | 田島俊樹                          | 레이저를 이용한 플라스마 가속의 선구적 연구                                      |
| 2006 | 西森秀稔                          | 랜덤스핀계에 있어서의 니시무라 선(西森線)의 발견                                 |
| 2006 | 三島修                            | 물・비정질 얼음의 상전이・폴리아몰피즘의 실험적 연구                             |
| 2005 | 永長直人                          | 이상 홀 효과의 이론적 연구                                                       |
| 2005 | 西川公一郎                        | 가속기 빔에 의한 장기선(長基線) 뉴트리노 진동의 관측                             |
| 2005 | 森田浩介                          | 새로운 초중량113번 원소의 합성                                                   |
| 2004 | 蔡兆申                            | 조셉슨 접합 소자를 이용한 2개의 양자 비트 사이의 양자 얽힘 상태의 실현           |
| 2004 | 丹羽公雄                          | 원자핵 건판 전자동 주사기에 의한 타우 중성미자의 발견                            |
| 2003 | 北岡良雄                          | 핵자기 공명법에 의한 새로운 초전도 상태의 규명                                   |
| 2003 | 鈴木厚人                          | 원자로 반전자 뉴트리노 소멸의 관측                                               |
| 2003 | 中野貴志                          | 레이저 전자 감마선에 의한 새로운 입자의 발견                                     |
| 2002 | 小山勝二                          | 초신성 잔해에서의 우주선 가속                                                    |
| 2002 | 樽茶清悟                          | 인공원자・분자의 구현                                                            |
| 2002 | 永井泰樹 井頭政之                 | 원자핵에 의한 고속 중성자 포획현상의 연구                                        |
| 2001 | 鈴木洋一郎 中畑雅行               | 태양 뉴트리노의 정밀 관측에 의한 뉴트리노 진동의 발견                            |
| 2001 | 高崎史彦 生出勝宣                 | B중간자에 있어서의 CP 대칭성 위반의 발견                                         |
| 2001 | 天谷喜一 清水克哉                 | 초고압하에서의 산소 및 철의 초전도 현상의 발견                                   |
| 2000 | 折戸周治 山本明                   | 우주선 반양성자의 관측                                                           |
| 2000 | 小西憲一                          | 고니시 아노말리의 발견                                                           |
| 2000 | 堀内昶                            | 페르미 입자 분자동역학에 의한 원자핵 연구                                        |
| 1999 | 井上研三 角藤亮                   | 초대칭 표준이론에 있어서의 전약대칭성의 양자적 깨어짐                            |
| 1999 | 梶田隆章                          | 대기 뉴트리노 이상의 발견                                                        |
| 1999 | 中村泰信                          | 초전도소자를 이용한 결맞는 2준위계의 관측과 제어                                 |
| 1998 | 秋光純                            | 사다리형 물질에서의 초전도의 발견                                                |
| 1998 | 清水富士夫                        | 원자파 홀로그래피의 개척                                                         |
| 1998 | 近藤都登                          | 꼭대기 쿼크 발견에 대한 공헌                                                     |
| 1997 | 木舟正 谷森達                     | 초고에너지 감마천체 연구                                                         |
| 1997 | 三田一郎                          | B중간자계에서의 CP 대칭성의 깨어짐의 이론                                        |
| 1997 | 安岡弘志                          | 고온초전도체에 있어서의 스핀 갭의 발견                                           |
| 1996 | 中村修二                          | 단파장 반도체 레이저 연구                                                        |
| 1996 | 板谷謹悟                          | 고체액체 계면에서의 원자 프로세스의 규명에 관한 연구                             |
| 1996 | 中井直正 井上允 三好真            | 은하 중심 거대 블랙홀의 발견                                                     |
| 1995 | 佐藤武郎                          | 초저온에 있어서의 양자적 상분리현상의 실험적 연구                                |
| 1995 | 川上則雄 梁成吉                   | 공형장이론(共形場理論)에 기초한 1차원 전자계의 연구                              |
| 1994 | 川畑有郷                          | 앤더슨 국소존재 및 메조스코픽 계에 있어서의 양자 수송현상의 이론                 |
| 1994 | 田辺徹美                          | 쿨러 링을 이용한 전자・분자 이온 충돌의 정밀연구                                 |
| 1994 | 岩崎洋一 宇川彰 大川正典 福来正孝 | 격자 양자 색역학의 대규모 수치 시뮬레이션에 의한 연구                            |
| 1993 | 伊藤公孝 伊藤早苗                 | 고온 플라스마에 있어서의 이상수송과 L-H 천이의 이론                              |
| 1993 | 勝又紘一                          | 새로운 형의 자기상전이 연구                                                      |
| 1992 | 山本喜久                          | 광자수 스퀴즈 상태의 형성 및 자연방사의 제어                                     |
| 1992 | 大貫惇睦 長谷川彰                 | 편력하는 무거운 전자계의 페르미면에 관한 연구                                    |
| 1992 | 柳田勉                            | 뉴트리노 질양에 있어서의 시소 기구                                               |
| 1991 | 北村英男                          | 투입형 방사광원의 개발연구                                                       |
| 1991 | 齋藤修二                          | 성간 분자의 분광학적 연구                                                        |
| 1991 | 和達三樹                          | 솔리톤 물리학과 그 응용                                                          |
| 1990 | 佐藤勝彦                          | 소립자론적 우주론                                                                |
| 1990 | 十倉好紀                          | 전자형 동산화물 초전도체의 발견                                                  |
| 1990 | 横谷馨                            | 선형 충돌기에 있어서의 빔 상호작용의 연구                                        |
| 1989 | 谷畑勇夫                          | 불안정 원자핵 빔에 의한 원자핵 연구                                              |
| 1989 | 野本憲一                          | 초신성의 이론적 연구                                                             |
| 1988 | 松本敏雄                          | 우주 배경 복사선의 서브밀리미터파 스펙트럼의 관측                                |
| 1988 | 吉川圭二                          | 끈 이론                                                                          |
| 1988 | 齋藤軍治                          | 유기초전도체의 새로운 분자 설계 및 합성                                          |
| 1987 | 高柳邦夫                          | 실리콘 표면 구조의 연구                                                          |
| 1987 | 森本雅樹 海部宣男                 | 밀리미터파 천문학의 개척                                                         |
| 1987 | 小柴昌俊 戸塚洋二 須田英博        | 초신성 폭발에 따른 뉴트리노의 검출                                               |
| 1986 | 鈴木増雄                          | 상전이 질서 형성 및 양자 다체계의 통계 물리학                                    |
| 1986 | 藤川和男                          | 양자장론에 있어서의 이상 항의 연구                                               |
| 1986 | 佐藤哲也                          | 산일성 자기유체 플라스마의 비선형 다이나믹스                                     |
| 1985 | 田中豊一                          | 겔의 상전이 현상의 연구                                                          |
| 1985 | 飯島澄男                          | 소수 원자집단의 동적 관찰                                                        |
| 1985 | 田中靖郎                          | 덴마 위성에 의한 중성자 별의 연구                                                |
| 1984 | 江口徹 川合光                     | 격자 게이지 이론                                                                 |
| 1984 | 石川義和                          | 중성자 산란에 의한 금속 강자성의 연구                                            |
| 1984 | 川路紳治                          | 2차원 전자계에 있어서의 부자기저항 및 양자 홀 효과의 실험적 연구                 |
| 1983 | 山内泰二                          | 입실론 입자의 발견에 대한 공헌                                                   |
| 1983 | 増田彰正                          | 희토류 원소의 미량정밀 측정 및 우주・지구과학에의 응용                           |
| 1982 | 安藤恒也                          | MOS 반전층에 있어서의 이차원전자계의 이론적 연구                                 |
| 1982 | 外村彰                            | 전자선 홀로그래피법의 개발과 그 응용                                             |
| 1981 | 杉本大一郎                        | 근접 쌍성계의 별의 진화                                                          |
| 1981 | 吉村太彦                          | 우주의 중입자 수의 기원                                                          |
| 1980 | 伊達宗行                          | 초강자성의 발견                                                                  |
| 1980 | 鳥塚賀治                          | 원자핵의 거대공명의 연구                                                         |
| 1980 | 九後汰一郎 小嶋泉                 | 비가환 게이지 장의 공변적 양자화 이론                                            |
| 1979 | 守谷亨                            | 편력(遍歴)전자강자성의 이론                                                      |
| 1979 | 小林誠 益川敏英                   | 기본입자의 모형에 관한 연구                                                      |
| 1978 | 廣田榮治                          | 고분해능 고감도 분광법에 의한 유리 라디칼의 연구                                 |
| 1978 | 有馬朗人 丸森寿夫                 | 원자핵의 집단운동현상의 규명                                                     |
| 1977 | 塩谷繁雄                          | 피코초 분광법에 의한 반도체의 고밀도 여기효과의 연구                             |
| 1977 | 牧二郎 原康夫                     | 소립자의 4원 모델                                                                |
| 1976 | 磯矢彰                            | 정전고압가속기의 연구 및 그 신기축(新機軸)의 개발                                |
| 1976 | 大久保進 飯塚重五郎               | 강한 상호작용에 의한 소립자 반응에 대한 선택관측(OZI則)의 발견                   |
| 1975 | 山崎敏光                          | 핵자기 능률에 있어서의 중간자 효과의 발견                                        |
| 1975 | 花村榮一                          | 다여기자계(多励起子系)의 이론적 연구                                             |
| 1974 | 大塚頴三                          | 반도체전자수송현상의 사이클로트론 공명에 의한 연구                               |
| 1974 | 崎田文二                          | 소립자의 초다중항이론 및 이중성 이론의 연구                                      |
| 1973 | 中西襄                            | 장의 양자론에 있어서의 산란진폭의 제성질의 분석                                  |
| 1973 | 佐藤文隆 冨松彰                   | 동력장방정식의 새로운 엄밀해의 발견 및 그들의 우주물리학에의 응용                |
| 1972 | 川崎恭治                          | 임계현상의 동력학적 이론                                                         |
| 1972 | 真木和美                          | 초전도체의 이론적 연구                                                           |
| 1971 | 菅原寛孝                          | 기본입자 대칭성의 응용                                                           |
| 1971 | 森永晴彦                          | 빔내 스펙트로스코피의 창출 및 원자핵 구조의 연구                                 |
| 1970 | 木越邦彦                          | 탄소14에 의한 연대측정에 관한 연구                                               |
| 1970 | 西川哲治                          | 선형가속기에 관한 기초연구                                                       |
| 1969 | 松田久                            | 원자 질량 정밀측정용 대분산 질량분석장치의 개발                                  |
| 1969 | 池地弘行 西川恭治                 | 이온파 에코의 연구                                                               |
| 1968 | 森肇                              | 비평형상태의 통계역학                                                            |
| 1968 | 近藤淳                            | 희박합금계의 저항 극소의 규명                                                    |
| 1967 | 小川修三 山口嘉夫                 | 기본입자의 대칭성에 관한 연구                                                    |
| 1967 | 西村純                            | 초고에너지 상호작용에 의한 횡방향 운동량의 연구                                  |
| 1966 | 小田稔                            | SCO-X-1의 위치결정                                                               |
| 1966 | 豊沢豊                            | 고체 광물성의 동력학적 이론                                                      |
| 1965 | 三谷健次 田中茂利                 | 약전리 플라스마의 사이클로트론 주파수에 있어서 부흡수(負吸収)의 연구             |
| 1965 | 三宅三郎                          | 우주선 뮤 중간자 및 뉴트리노 연구                                                |
| 1964 | 岩田義一                          | 정전자장에 있어서 전자 및 이온 운동에 관한 연구                                  |
| 1964 | 瀬谷正男                          | 진공 분광계에 관한 연구                                                          |
| 1963 | 林忠四郎                          | 천체 핵현상의 연구                                                               |
| 1962 | 高山一男                          | 저밀도 플라스마연구-특히 공명탐침법의 발명                                       |
| 1962 | 佐々木亘                          | 게르마늄의 뜨거운 전자의 이방성 연구                                             |
| 1961 | 丹生潔                            | 중간자 다중발생 불덩어리 모형                                                    |
| 1961 | 福井崇時 宮本重徳                 | 디스차지체임버의 연구과 개발                                                     |
| 1961 | 松原武生                          | 양자통계역학의 방법                                                              |
| 1960 | 吉森昭夫                          | 자성결정에 있어서 스핀의 나선상 배열의 이론                                      |
| 1959 | 江崎玲於奈                        | 에사키 다이오드의 발명 및 그 기능의 이론적 규명                                  |
| 1959 | 中根良平                          | 확학교환방응에 의한 동위원소 농축                                                |
| 1958 | 杉本健三                          | 원자핵의 여기상태의 자성 능률 및 전기4극자능률의 측정                            |
| 1958 | 沢田克郎                          | 전자기체의 상관 에너지에 관한 연구                                               |
| 1957 | 久保亮五                          | 비가역과정의 통계역학                                                            |
| 1956 | 芳田奎                            | 강자성체에 있어서 자기이방성 에너지                                              |
| 1956 | 三井進午 西垣晋 江川友治 潮田常三 | 동위원소에 의한 식물의 영양 및 토양비료학적 연구                                 |
| 1955 | 緒方惟一                          | 대형 질량분석기의 완성                                                           |
| 1955 | 西島和彦                          | 소립자의 상호 변환                                                               |